# Michelle Hansen
Michelle Hansen (* 27. prosince 1992 Odense) je česko-dánská herečka.

## Život
Michelle Hansen se narodila ve městě Odense na ostrově Fyn v Dánském království. Její matka je Češka a otec Dán. Ještě v předškolním věku se se svoji rodinou přestěhovala do Česka a v současné době žije v Praze.
Herectví se věnovala od malička. Michelle absolvovala v průběhu života mnoho hereckých kurzů, workshopů a lekcí v Česku i v zahraničí se zaměřením na filmové a televizní herectví. Nejvíce ji ovlivnila práce s britským hereckým koučem Davidem Pennem, se kterým na svých rolích pracuje do dnešního dne. Na profesionální dráhu herečky se rozhodla jít v roce 2020 poté, co si zahrála Boženu Němcovou v televizní sérii Osudové lásky na České televizi. V roce 2021 Michelle přeobsadila herečku Sáru Sandevu v roli Skyler v seriálu Ulice na TV Nova.
Od dětství kromě herectví také zpívá a v budoucnu plánuje vydávat vlastní hudbu.

## Vzdělání
Vystudovala magisterský obor Dějiny evropské kultury na Univerzitě Karlově se zaměřením na literární vědu. Již při studiu pracovala pro zahraniční rubriky Hospodářských novin a pro server Aktuálně.cz a pro další média v rámci mediální budovy Economia. Nakonec se však rozhodla věnovat plně herectví, protože to více naplňovalo její kreativní ambice.
Aktivně mluví anglicky, německy a kvůli tehdejší práci v zahraniční rubrice se učila šest semestrů na univerzitě arabský jazyk. V současné době[kdy?] se učí francouzsky. Díky jazykovým znalostem dostává nabídky i v zahraničních projektech.

## Filmografie
- První republika, 2014, krasavice Dorotka
- Edmond, 2018, kurtizána[10]
- Osudové lásky, 2020, Božena Němcová
- Havel, 2020, kadeřnice[11]
- Ulice, 2021, Skyler van der Ruyter[12]
- O mě se neboj, 2022, Marta[13]